# 伊号第二百五潜水艦
伊号第二百五潜水艦（いごうだいにひゃくごせんすいかん）は、日本海軍の未成潜水艦。伊二百一型潜水艦の5番艦。建造中に沈没した。

## 艦歴
マル戦計画の潜水艦高、第4501号艦型の5番艦、仮称艦名第4505号艦として計画。
1944年9月4日、呉海軍工廠で起工。10月5日、伊号第二百五潜水艦と命名されて伊二百一型潜水艦の5番艦に定められ、本籍を呉鎮守府と仮定。
1945年2月15日進水し、本籍を呉鎮守府に定められる。その後工程80%で工事を中止し、船体を倉橋島に疎開。7月28日、呉軍港空襲の際に被爆し沈没。8月17日、本艦の工事中止が発令された。
1948年5月から8月にかけて、播磨造船所呉船渠で解体された。